# 深水埗行人天橋系統

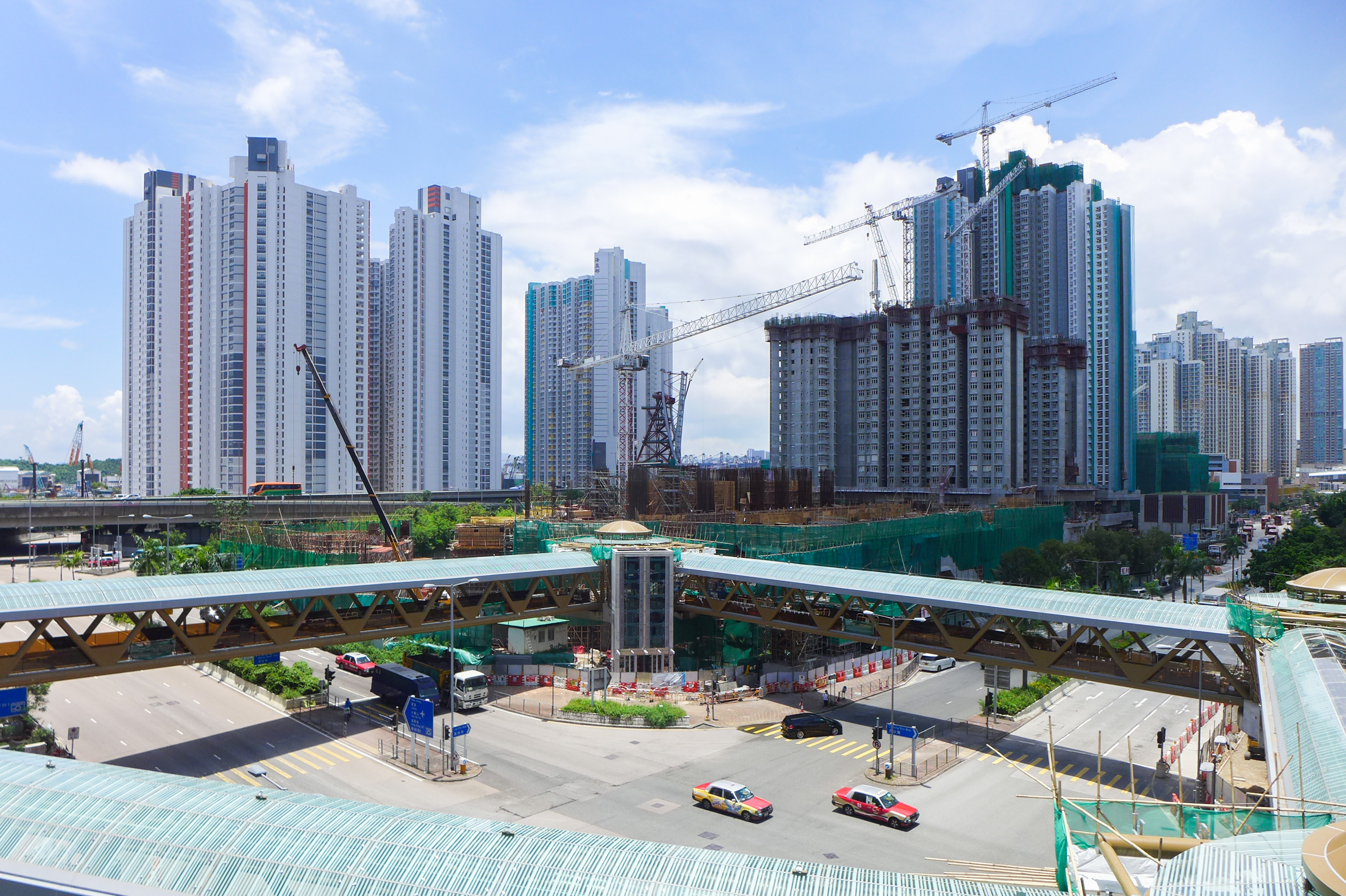
深水埗行人天橋系統

深水埗行人天橋系統（英語：Sham Shui Po Footbridge System），是香港一個擴展中的行人天橋系統，位於九龍深水埗西部的新填海地區，部分路段由私人發展商或房屋署興建及管理。
此系統以港鐵東涌綫及屯馬綫的南昌站作為核心，經過其上蓋物業發展項目匯璽及基座商場V Walk後，可通往以下地點：
已啟用路段
- 南昌薈（富昌邨南面）至 V Walk 1/F 商場[註 1]
- 富昌邨西北面（近富凱樓）、英華書院東南面、海達邨平台、 V Walk 1/F 商場，口字型天橋
- 海達邨（深水埗康樂文化大樓）至海盈邨[註 1]
- 海達邨至凱德苑
- 碧海藍天、聖公會聖馬利亞堂莫慶堯中學西南面、德貞女子中學西南面、深水埗康樂文化大樓及海達邨服務設施大樓，口字型天橋
- 興華街西（地面）及海達邨（海達邨服務設施大樓）[註 2]至海盈邨（新增路段）

興建中/待啟用路段
- 南昌邨西面（近昌逸樓）、富昌邨東面（近南昌薈）、南昌公園北面、深旺道V Walk商場，口字型天橋

建議中相關設施
- 橫跨深旺道／海麗街的行人通道上蓋[註 3]

## 歷史
- 2019年，政府向立法會申請撥款，擬建一組四跨行人天橋橫跨興華街西和深旺道，並連接海達邨，預算為3.319億港元[3]。
- 2019年7月26日，隨V Walk商場開幕，連接南昌薈及V Walk一段天橋開通[註 4]，為天橋系統首段開通的路段。
- 2019年12月，深旺道／東京街西交界的行人天橋啟用，唯海達邨尚未完工，地盤內的路段以外置臨時樓梯暫代。
- 2019年12月29凌晨0時30分至5時30分，連接海達邨與海盈邨，橫跨西九龍公路及連翔道的行人天橋合攏，鄰近的西九龍公路、連翔道及青沙公路東行因此臨時封閉，途經的巴士因此需要臨時改道[4]。
- 2021年8月13日，連接海達邨及海盈邨之間的長跨度行人天橋正式開放，是全港公共屋邨之中跨度最長的行人天橋[5]，於下午三時三十分正式啟用。
- 2022年6月30日，早已啟用的深旺道／東京街西交界行人天橋與連接海達邨平台的通道出入口開通並且於稍後拆除臨時樓梯，自此海盈邨、凱樂苑及凱德苑可使用行人天橋經海達邨平台往返V Walk及富昌邨南昌薈。
- 2023年9月8日，受颱風海葵殘流環流雨帶影響，香港廣泛地區出現暴雨，而海達邨一邊的一組升降機被水淹浸引致故障。由於連接海達邨及海盈邨、橫跨西九龍公路及連翔道的行人天橋只有升降機連接地面，因此該段天橋需要關閉，直至升降機回復運作。
- 2025年1月26日，深旺道／興華街西交界的行人天橋啟用，連接深水埗康樂文化大樓、海達邨服務設施大樓及興華街西行人天橋前往海盈邨的通道出入口同時開通，自此碧海藍天正式接通行人天橋系統並且可經深水埗康樂文化大樓、海達邨平台往返V Walk及富昌邨南昌薈。同日永旺百貨位於二樓的全新出入口[註 5]以及位於碧海藍天管理範圍的樓梯和一部升降機(此天橋接駁位置自屋苑建成時已經預留不過一直封閉)正式啟用[註 6]，隨後深旺道／興華街西交界四邊的行人過路處由2025年3月12日上午10時30分起停用，不過部份橋面工程例如安裝扶手及大部份地面工程包括行人路面重新鋪設磚塊及還原部份行車線依然進行中。

### 引用
1. ↑  . 土木工程拓展署. （原始内容存档于2019-11-09）.
2. ↑  . 土木工程拓展署.   [2025-02-01]. （原始内容存档于2024-12-24）.
3. ↑  .   [2019-04-26]. （原始内容存档于2019-04-26）.
4. ↑   (PDF). 運輸署.
5. ↑  王潔恩. . 香港01. 2021-08-13. （原始内容存档于2021-08-14）.

## 外部連結
- （页面存档备份，存于）